# Lidia Biondi
Lidia Biondi (manchmal auch Lydia Biondi; * 16. Mai 1942 in Livorno; † 14. Juni 2016 in Rom) war eine italienische Schauspielerin.

## Leben
Biondi begann im Alter von zehn Jahren mit klassischem Tanz, hatte erste Auftritte am „Centro artistico Il Grattacielo“ und intensivierte ihre Tanzstudien bei Daria Collins in Florenz, wobei sie einen weiteren Abschluss an der Kunsthochschule in Lucca erreichte. An der florentinischen Akademie der Schönen Künste ließ sie sich auch in Ausstattung und Kostümdesign ausbilden, brach im dritten Jahr der Lehre jedoch ab und trat nun als klassische Tänzerin am Theater auf. Nach ihrem Umzug nach Rom besuchte sie das Centro Sperimentale di Cinematografia und war als Schauspielerin mit vielen prominenten Namen des avantgardistischen Spektrums der Theaterlandschaft auf der Bühne zu sehen. Gleichzeitig spielte sie (auch zur Finanzierung eigener Ideen) in etlichen Filmen rein kommerzieller Machart zwischen 1967 und 1972 mit. 1968 hatte sie eine der Ikonen der niederländischen Gegenkultur „Provo“, Bernard de Vries, kennengelernt, mit dem sie einen Sohn hat.
Ein neuer Arbeitsabschnitt für Biondi begann mit ihrer Zusammenarbeit mit dem schweizerischen Mimen Roy Bosier; für zahlreiche Theater- und Fernsehprojekte war sie nun als Pantomimin aktiv. 1979 gründete sie das „MTM mimoteatromovimento“, später mit Antonio Calenda, Jimmy Gazzolo und Piera Degli Esposti das erste römische Off-Theater, „Teatro 101“. Von 1981 an gehörte sie für eine lang andauernde Welttournee dem Projekt Mummenschanz an, bis sie 1985 wieder als Darstellerin und Regisseurin bei den Projekten ihrer eigenen Gründungen aktiv wurde. Bis zu ihrem Tod war sie Künstlerische Leiterin des MTM.
Mitte der 1980er Jahre nahm Biondi auch wieder ihre Filmarbeit auf und spielte bis weit ins neue Jahrtausend Charakterrollen sowie seit 2000 auch in etlichen erfolgreichen Fernsehfilmen. Im Theater war sie mit unterschiedlichsten Regiearbeiten zu erleben; so 1986 beim „Spoleto Sperimentale“, 1990 in Toronto, 1992 in Kopenhagen und in Kalabrien und 1996 in Rom. In den USA, Kolumbien, Kanada, Italien, Frankreich und Russland leitete sie Theaterworkshops. Daneben war sie für mehrere Filme als Regieassistentin tätig.
Einem jüngeren Publikum ist sie durch die Fernsehserie Rom ein Begriff, in der sie als die Sklavin Merula zu sehen war.

## Filmografie (Auswahl)
- 1967: Die Kobra (Il cobra)
- 1967: Der Tod zählt keine Dollar (La morte non conta i dollari)
- 1968: Gefahr: Diabolik! (Diabolik)
- 1971: Django, eine Pistole für hundert Kreuze (Una pistola per cento croci)
- 1979: Ratataplan – Ein Versager schlägt zurück (Ratataplan)
- 2008: Buffalo Soldiers ’44 – Das Wunder von St. Anna (Miracle at St. Anna)
- 2010: Briefe an Julia (Letters to Juliet)
- 2013: Un caso di coscienza (Fernseh-Miniserie)